# Simon Hiscocks
Simon Hiscocks, né le 21 mai 1973 à Dorking, est un skipper britannique.

## Biographie
Avec Ian Barker, Simon Hiscocks est médaillé d'argent en 49er aux Jeux olympiques d'été de 2000. Il remporte ensuite la médaille de bronze en 49er avec Chris Draper aux Jeux olympiques d'été de 2004.